# Kroonstad

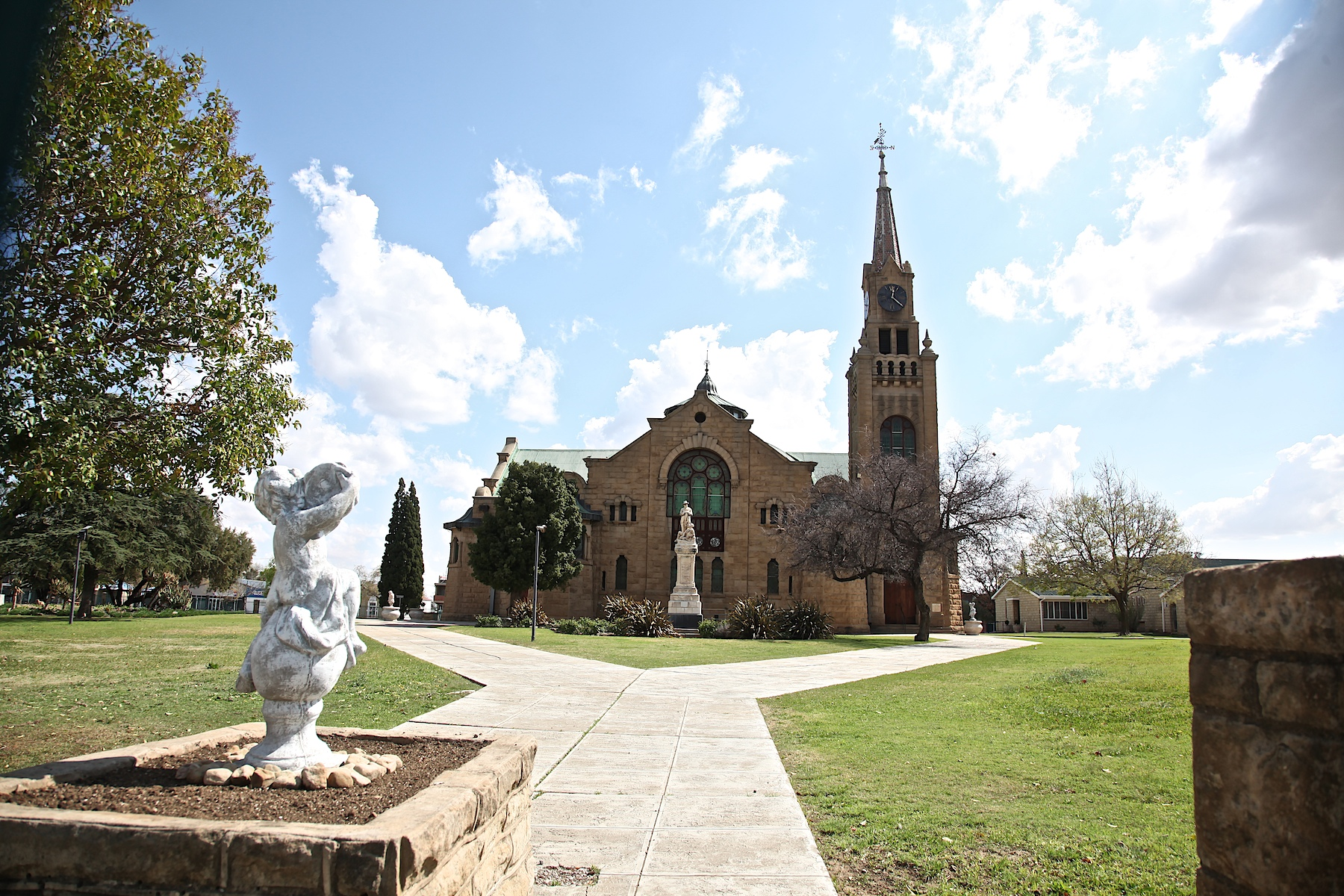
Asamblare cap Kroonstad Biserica Reformată

Kroonstad este un oraș în provincia Free State din Africa de Sud.